# Punčoškář zemní
Punčoškář zemní (Coelotes terrestris) je pavouk patřící do čeledi pokoutníkovití (Agelenidae).

## Popis
Průměrná délka těla samice činí 10 až 13 mm a u samce 8 až 10 mm. Hlavohruď je tmavě hnědočervená až do černa, sternum téměř černé, stejně jako robustní chelicery. Zadeček je tmavě šedý se světlejšími skvrnkami šípovitého tvaru táhnoucími se ve středu, někdy i se světlejšími skvrnkami po bocích. Nohy mají hnědočervenou barvu a jsou poměrně krátké. Zbarvení samce a samice se neliší.

## Rozšíření a způsob života
Druh se vyskytuje v mírném pásu v severozápadní a střední Evropě, na východě kontinentu až po Ukrajinu, též v Rumunsku, Bulharsku, Řecku, ve Španělsku a Turecku. V České republice se jedná o hojný druh, nalézající se po celém území od nížin do hor. Pavouk se vyskytuje především v lesích, a to v listnatých, jehličnatých, smíšených i v lužních na nepříliš suchých stanovištích, pod padlými kmeny, u pat stromů, někdy také ve vzrostlých vřesovištích. 
Punčoškář zemní si buduje noru ve tvaru nálevky hustě opředenou pavučinou. Tato rourka dlouhá 10 až 20 cm většinou pokračuje pod kámen, kus dřeva nebo polštář mechu. Pavouk se živí převážně brouky, jako například potemníky nebo střevlíky, kteří jsou uloveni na povrchu a sežráni uvnitř rourky; zbytky kořisti jsou pak ukládány na speciálním místě.
Dospělci dospívají na jaře, po páření začátkem léta samice utváří dva čočkovité kokony. Po vylíhnutí zůstávají mláďata v matčině pavučině v průměru 34 dní a krmí se její kořistí. Během tohoto období podstupují tři svlékání, které probíhají po sobě v intervalech 5, 6 a 19–22 dnů. Samice po vylíhnutí mláďat zůstávají naživu 33 až 81 dní, obvykle alespoň do té doby, než se jejich mláďata osamostatní.

## Galerie

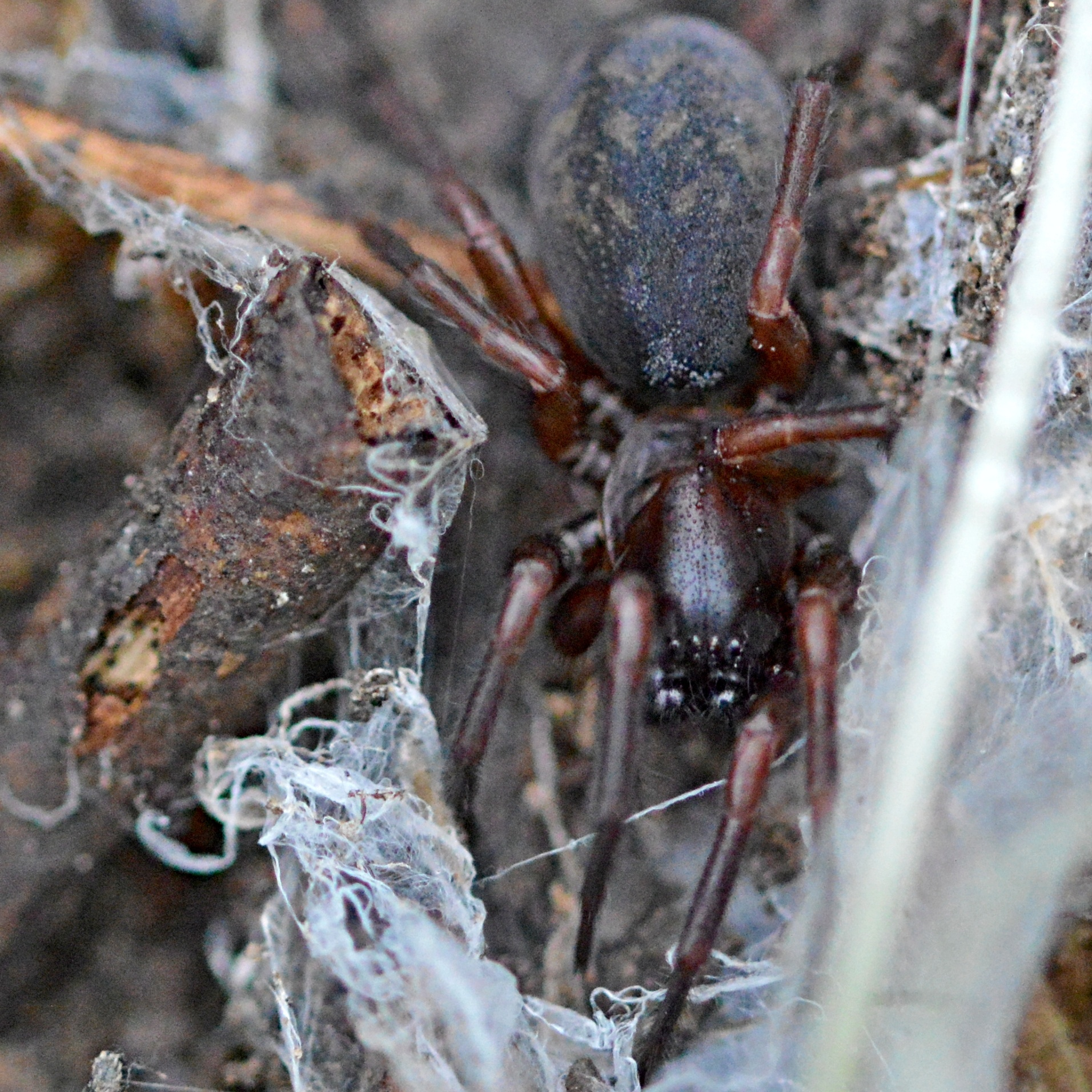
Samice
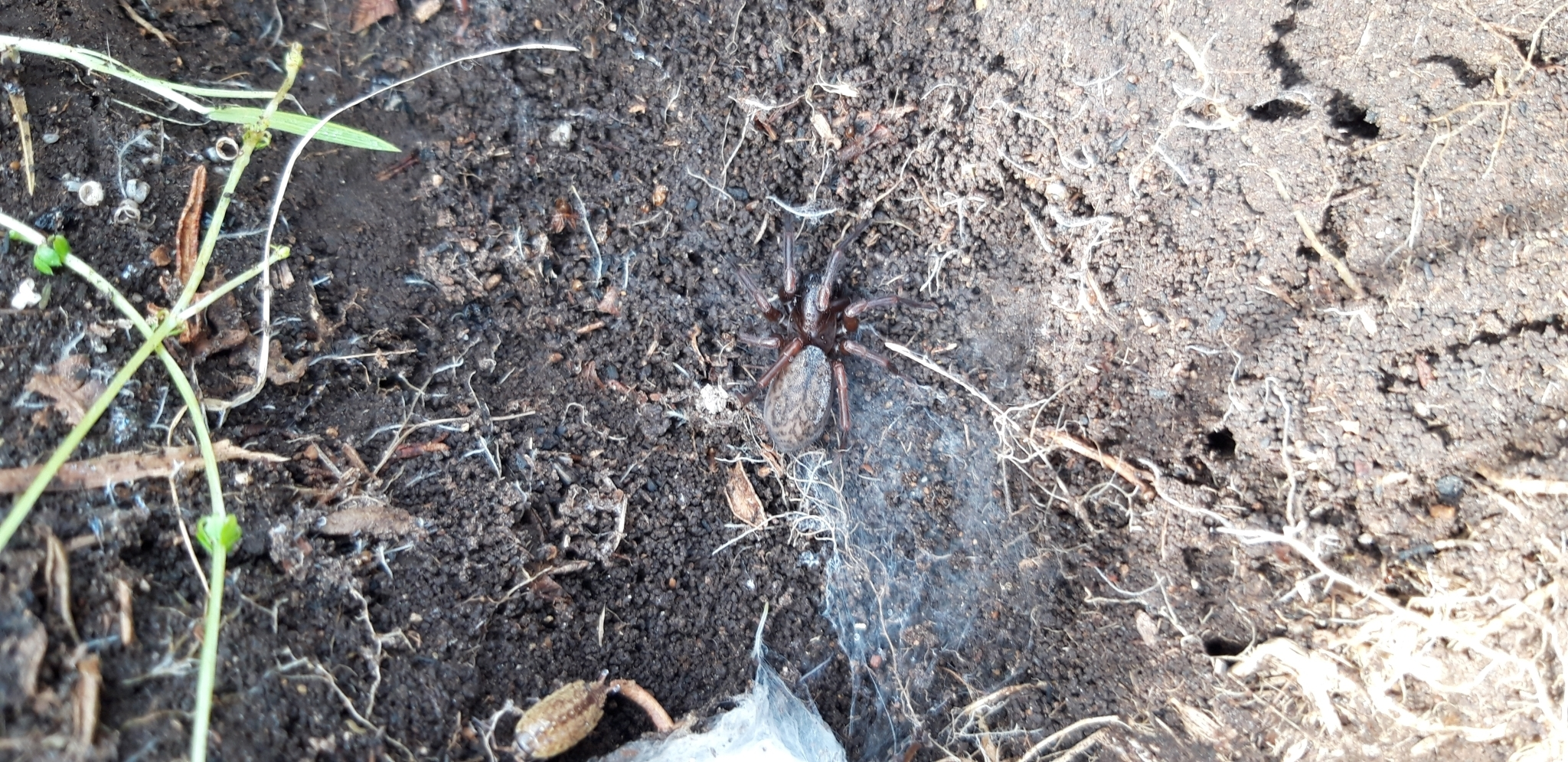
Pavučina
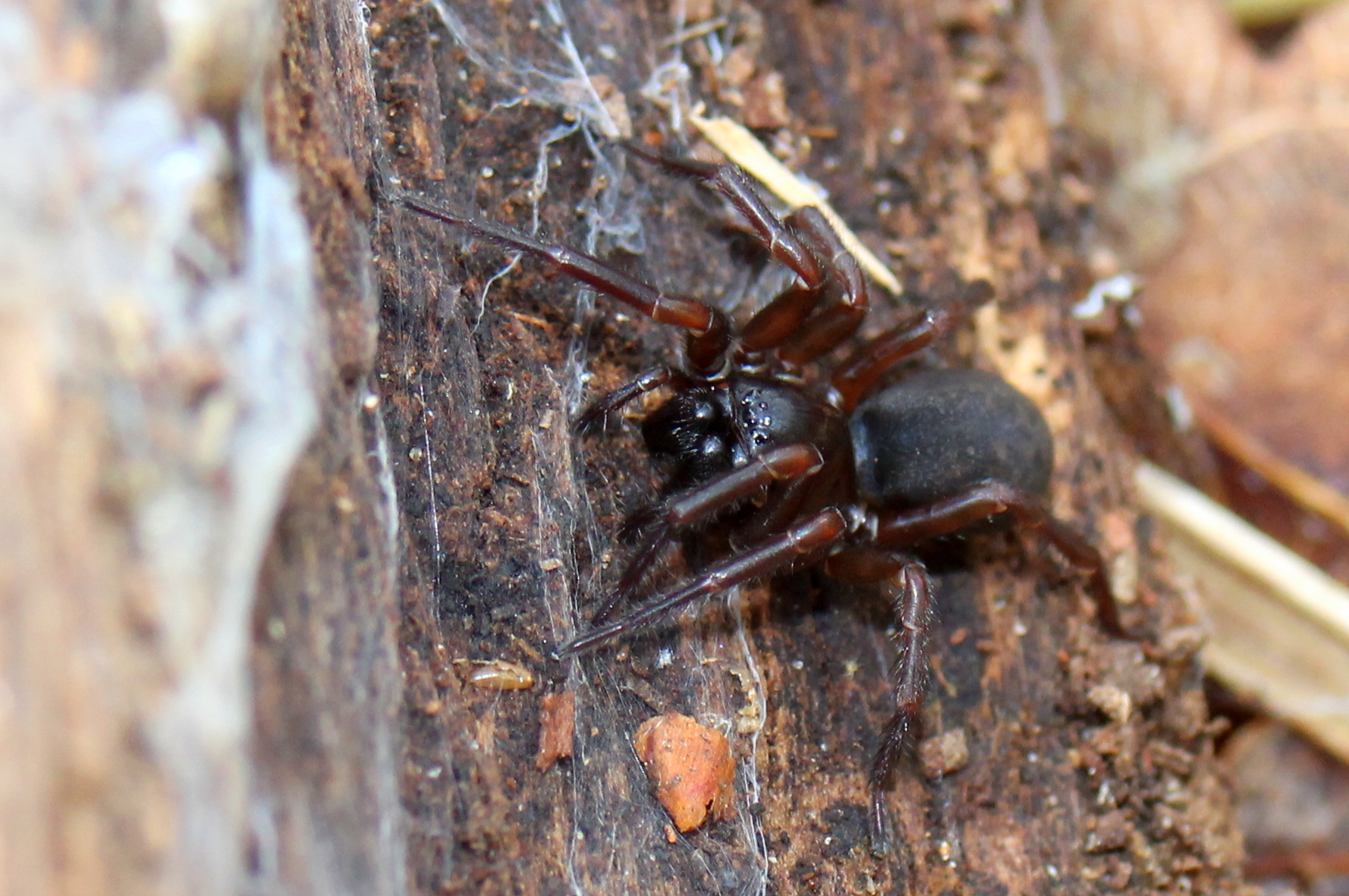

## Možnost záměny
- punčoškář lesní (Inermocoelotes inermis)
- punčoškář horský (Coelotes atropos)